# Kohlplatz
Der Kohlplatz ist ein etwa 465,9 m hoher Gebirgspass in der Haardt, einem Mittelgebirgszug am Ostrand des Pfälzerwaldes, in Rheinland-Pfalz. Der Pass liegt auf der Grenze der Gemarkungen der Gemeinden Edenkoben und Rhodt unter Rietburg.

## Geographische Lage
Der Kohlplatz liegt im Biosphärenreservat Pfälzerwald-Vosges du Nord und im Naturpark Pfälzerwald. Er bildet den Bergsattel zwischen dem Kesselberg (661,8 m), dem nach der Kalmit (672,6 m) zweithöchsten Berg im Pfälzerwald und dem Querenberg (568,5 m), einem Nebengipfel des Blättersberges (613,2 m).

## Fließgewässer
Nördlich des Kohlplatzes entspringt in einem kleinen Seitental des Edenkobener Tals der Meerlinsenbrunnen, der sich im Triefenbach entwässert. Im Süden entspringt der Meisentalbach im gleichnamigen Tal, der in den Modenbach mündet.

## Geschichte

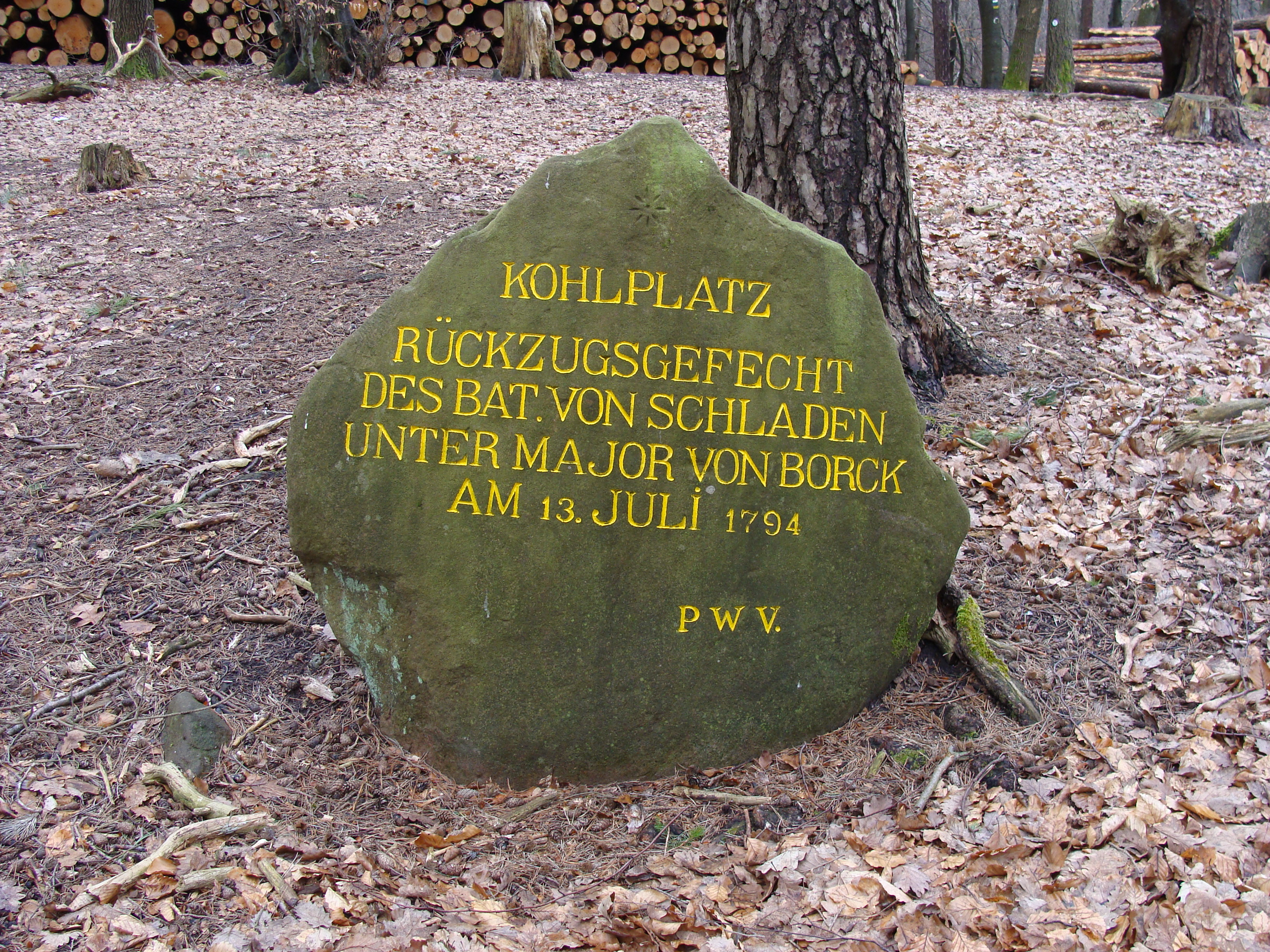
Ritterstein

Der Name Kohlplatz resultiert aus dem Standplatz von Kohlenmeilern im Mittelalter. Der Ritterstein 69 erinnert an ein Rückzugsgefecht des Bataillons von Schladen unter Major von Borck im ersten Koalitionskrieg am 13. Juli 1794. Dies steht im Zusammenhang mit den Kampfhandlungen an Steigerkopf, wo bei der Eroberung des linksrheinischen Teils der Kurpfalz sich französische Revolutionstruppen und preußische Truppen gegenüber standen. Der Rückzug des Bataillons von Schladen führte vom Steigerkopf über den Benderplatz und den Kohlplatz in die Rheinebene. Die Niederlage der Koalitionstruppen am Steigerkopf hatte den Rückzug über den Rhein zur Folge. Als eine Folge handelte Preußen einen Waffenstillstand mit Frankreich aus und schied danach aus dem Krieg aus. Zur Erinnerung wurde dort 1894 zum 100. Jahrestag der Schänzelturm errichtet.

## Wandern und Schutzhütten

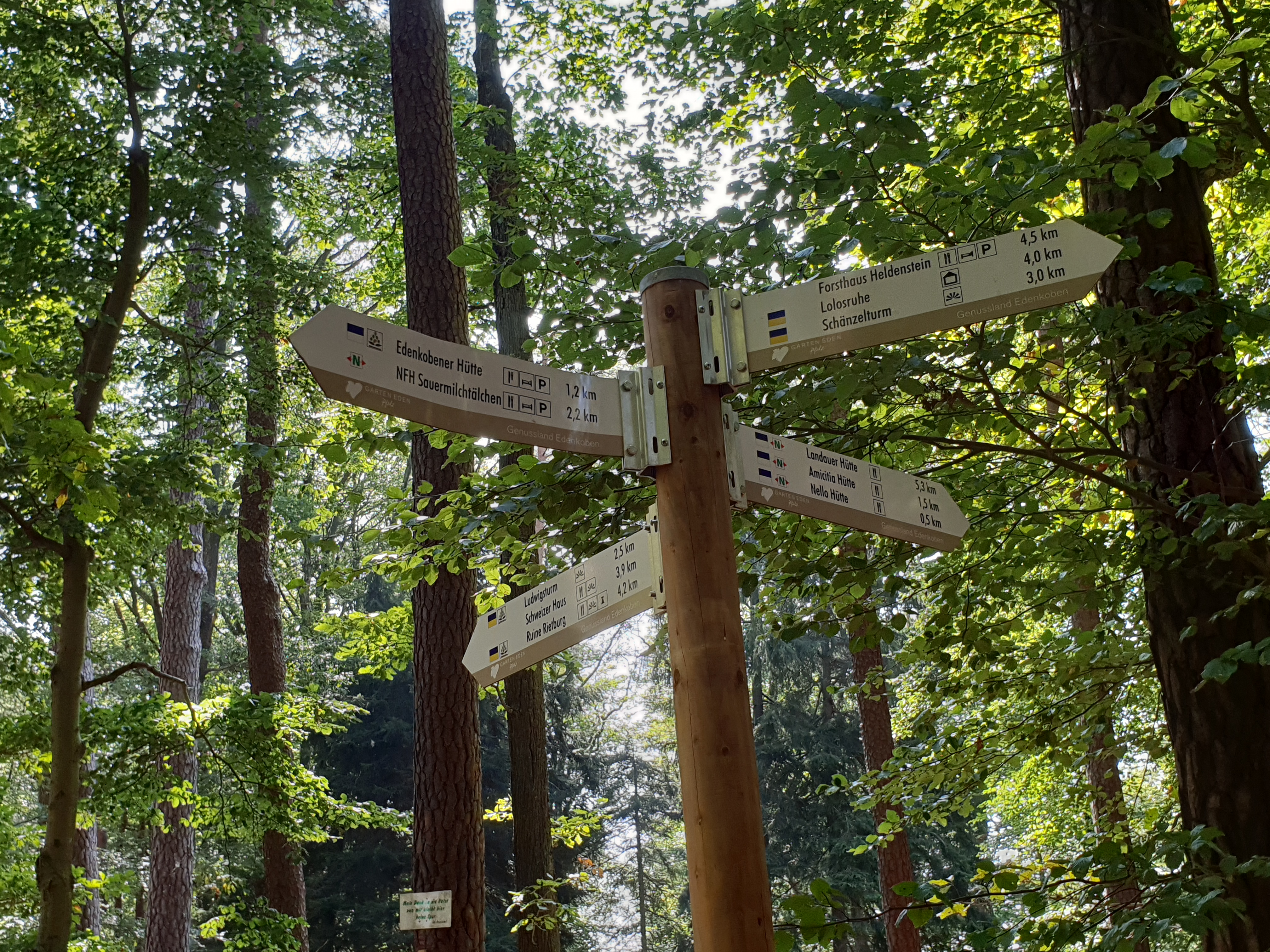
Wegweiser am Kohlplatz

Der Kohlplatz ist ein zentraler Knotenpunkt (Wegspinne) im Naturpark Pfälzerwald, der auf Wanderwegen wie dem Fernwanderweg Franken-Hessen-Kurpfalz von Norden aus dem Edenkobener Tal und von Süden aus dem Modenbachtal erreicht werden kann. Als nächstgelegener Gipfel kann der Kesselberg (661,8 m) bestiegen werden. Wanderwege führen vorbei am Kesselberg zum Benderplatz (565,5 m) und weiter über den Steigerkopf (613,6 m) mit dem Schänzelturm zum Forsthaus Heldenstein oder zur Lolosruhe (573,8 m). Weiterhin ist der Frankenberg (556,6 m) mit den Resten der Frankenburg am Frankenfelsen erreichbar. Nahegelegene bewirtschaftete Schutzhütten des Pfälzerwaldvereins sind die Amicitia-Hütte und die Edenkobener Hütte am Hüttenbrunnen. Wenige hundert Meter südlich des Kohlplatzes befindet sich die Nellohütte des Wanderklubs Nello e. V.
| Kesselberg                                                           | Edenkobener Hütte am Hüttenbrunnen Lolosruhe |                          |
| Benderplatz Steigerkopf Schänzelturm Forsthaus Heldenstein Lolosruhe |                                              | Querenberg               |
| Frankenberg Frankenburg                                              | Nellohütte Amicitiahütte Modenbachtal        | Blättersberg Ludwigsturm |